# سیناپ
سیناپ(به انگلیسی: SYNOP) کد عددی ای است که برای گزارش مشاهدات هواشناختی انجام شده در ایستگاه‌های هواشناسی خودکار و غیرخودکار به کار می‌رود. سیناپ در سازمان جهانی هواشناسی اف ام-۱۲ نامیده می‌شود. سیناپ معمولاً هر ۶ ساعت یک بار به وسیلهٔ خدمات هواشناسی آلمان با موج کوتاه و بسامد پایین به وسیلهٔ رادیوتله تایپ فرستاده می‌شود. این گزارش شامل گروهی از عددها است و در صورتی که داده‌ای در دسترس باشد خط مورب گذاشته می‌شود. این عددها اطلاعات عمومی هواشناسی مانند دما، فشار بارومتریک و دید در یک ایستگاه هواشناسی را توصیف می‌کنند. این گزارش‌ها با نرم‌افزارهای متن بازی چون seeTTV ,metaf2xml یا Fldigi رمزگشایی می‌شود. این گزارش‌ها در زمان استاندارد تعیین شده توسط سازمان جهانی هواشناسی و به‌صورت گروه‌های ۵ رقمی تهیه و ارسال می‌شوند.

## فرمت پیام
این ساختار کلی یک پیام سینوپ است. اعداد نشان داده شده در اینجا ثابت (شاخص‌های گروهی)، اعداد جایگزین x حاوی داده‌های آب و هوا و اطلاعات مربوط به موقعیت ایستگاه (و سرعت و جهت که در آن قابل اجراست).
```
 IIIIi یا IIIII YYGGi 99LLL QLLLL
iihVV Nddff 00fff 1sTTT 2sTTT 3PPPP 4PPPP 5appp 6RRRt 7wwWW 8NCCC 9GGgg
222Dv 0sTTT 1PPHH 2PPHH 3dddd 4PPHH 5PPHH 6IEER 70HHH 8aTTT
333 0 .... 1sTTT 2sTTT 3Ejjj 4Esss 5jjjj jjjjj 6RRRt 7RRRR 8Nchh 9SSss
```

اگرچه این داده‌های کد شده هنوز از سه دانشگاه آمریکایی در دسترس است اما اکنون یک سیستم کد گذاری دیجیتال جهانی جایگزین شده‌است، بنابراین داده‌ها را می‌توان در قالب یکسان هر کدام از منبع مشاهدات به اشتراک گذاشت. این کار متار و سینوپ جوبالا و داده‌های ماهواره ای را قادر می‌سازد توسط یک سیستم کامپیوتری رایج پردازش شود.
انتقال موج کوتاه رادیویی اطلاعات سینوپ در دهه ۱۹۸۰ از برانکل، پاریس و آلمان رایج بود، اما با معرفی اینترنت پرسرعت ظاهراً این کار اهمیت خود را دست داده بود. داده‌ها هنوز در دسترس هستند (۲۰۱۷ نوامبر) از دانشگاه COD. 